# Амр I
Амр I ібн Аді (араб. عمرو بن عدي بن نصر بن ربيعة; помер у проміжку 302 і 305 років) — перший малік держави Лахмідів, який отримав владу над іракськими арабами Хіри між 266 і 272 роками, після відходу ватажка танухітів Джазіми до Сирії. Засновник династії Лахмідів, що перебувала у васальній залежності від держави Сасанідів.

## Походження
Згідно з мусульманським авторам, Амр I був сином Аді з племені Нумара, що входило до кахтанітського племінного союзу Лахм. Аді перебував на службі у Джазіми, ватажка арабів-танухітів, які осіли на території Іраку. Аді вступив у любовний зв'язок з Ракаш, сестрою Джазіми, і добився в нього дозволу на шлюб з нею, скориставшись тим, що Джазіма захмелів на бенкеті. Протверезівши, Джазіма скасував дозвіл і наказав стратити Аді. Достовірно не відомо, чи був Аді страчений або зумів втекти, проте незабаром Ракаш народила хлопчика, який отримав ім'я Амр.
Мусульманські автори вважали Аді, батька Амра I, сином Насра ібн Рабіа з племені Нумара, який на чолі свого роду разом з танухітами переселився в Ірак, де шахіншах Шапур дозволив йому поселитися в Хірі.

## Правління
Ще в дитинстві Амр несподівано зник, однак через якийсь час, завдяки якомусь щасливому випадку, повернувся до Джазіми. Відправившись в Сирію, Джазіма передав управління Амру, а командування військом доручив якомусь Амру ібн Абді-ль-Джинну аль-Джармі. Після загибелі Джазіми почалася боротьба за владу між Амром ібн Аді та Амром аль-Джармі. Амру ібн Аді вдалося залучити на свою сторону більшу частину війська і його супернику довелося скоритися. Це відбулося в період, коли Пальмірою фактично правила Зенобія, тобто між 266 чи 267 і 272 роками.
Незважаючи на те, що Амр ібн Аді своїми порадами спонукав Джазіму до походу у Сирію, що не могло сподобатися сасанідському шахіншаху Шапуру I, від якого танухіти перебували у васальній залежності, Шапур не перешкоджав приходу Амра до влади над арабами Іраку. Збереглося дуже мало свідчень про взаємини Амра I з сасанідськими правителями; судячи з усього, йому вдавалося зберігати нормальні відносини з наступниками Шапура І. У напису шахіншаха Нарсе, що оповідає про його сходження на престол у 293 році, крім інших, згадується і «цар Амр аль-Лахмі», який ототожнюється з Амром I. У зазначеному написі Амр ібн Аді ще не має перської титулу «царя арабів», який згодом був дарований його спадкоємцю Імру-ль-Кайсу I.
Амр ібн Аді першим з лахмідських правителів зробив столицею своєї держави місто Хіру, де з часів шахіншаха Ардашира I знаходилися сасанідські гарнізони і намісник (марзбан). При Шапурі I влада Сасанідів над Хірою ще більше зміцнилася, таким чином, племінний союз арабів-танухітів в Хирі та його очільник Амр I в розглянутий період фактично перебували під наглядом сасанідської військової адміністрації. Сасаніди визнавали владу Амра ібн Аді, проте не давали йому титулу «царя арабів», зберігаючи міцний контроль над займаної танухітами областю Хіри. Ймовріно проти Амра ібн Аді 290 року відправляв війська римський імператор Діоклетіан.
Інша можлива письмова згадка про Амра I міститься в одному з маніхейських текстів, де йдеться про те, що в період переслідування маніхеїв в державі Сасанідів вони звернулися за заступництвом до якогось царя Амаро, просячи його написати шахіншаху лист в їх захист. Амаро написав шахіншаху Нарсе і гоніння на маніхеїв вщухли, однак незабаром після цього Нарсе помер і переслідування поновилися з колишньою силою. Потрібно зауважити, що ототожнення царя Амаро з Амром ібн Аді не може бути однозначним і говорити про те, що лахмід Амр I звертався до Нарсе з листом на захист маніхеїв можливо лише з певною часткою ймовірності. Протягом історії держави Лахмідів, представники гнаних релігійних громад неодноразово знаходили притулок у Хірі, користуючись релігійною терпимістю лахмідських правителей. Цілком можливо, що Амр I не підтримував кампанію переслідування маніхеїв і навіть міг виступити на їхній захист.
Амр ібн Аді помер між 302 і 305 роками після більш ніж тридцятирічного правління. Наступником Амра I ібн Аді став його син Імру-ль-Кайс I, першим з Лахмідів отримавший від сасанідських шахіншахів право на спадкову владу, тіару намісника і титул «царя арабів». Згідно з даними Ібн Кутайби та Аль-Якубі, паралельно або спільно з Імру-ль-Кайсом до влади над державою Лахмідів прийшов і інший син Амра I — аль-Харіс.